# Tobias Enström
Ulf Tobias Enström (né le 5 novembre 1984 à Nordingrå en Suède) est un joueur professionnel suédois de hockey sur glace. Il est issu d'une famille de joueurs de hockey avec ses deux frères cadets, Tommy et Thomas, et sa sœur, Tina.

## Carrière en club
Il commence sa carrière avec l'équipe des moins de 18 ans du MODO hockey en 1999 dans le championnat de Suède junior. En 2003, il participe au repêchage d'entrée dans la Ligue nationale de hockey et est choisi en tant que 239e joueur par les Thrashers d'Atlanta.
Entre 1999 et 2007, il fait toute sa carrière en jouant pour le MODO faisant ses débuts dans l’Elitserien, ligue Élite de Suède sénior, en 2002-03. À cette occasion, il est élu meilleure recrue de la saison. L'année suivante avec l'équipe des moins de 20 ans, il remporte le championnat et fait de même en 2006-07 avec l'équipe sénior.
Le 1er juin 2007, il signe son premier contrat dans la LNH avec les Thrashers et le 3 octobre inscrit son premier but dans la LNH face au gardien Vesa Toskala des Maple Leafs de Toronto.

### Trophées et honneurs personnels
Suède
- Recrue de l'année de l’Elitserien en 2002-03
- Champion de la Superelit moins de 20 ans
- Champion de l’Elitserien en 2006-07

Ligue nationale de hockey
- Sélectionné en 2003 par les Thrashers d'Atlanta (239e choix - huitième ronde)

## Statistiques de carrière

### En club
| Saison     | Équipe                | Ligue           |     | Saison régulière | Saison régulière | Saison régulière | Saison régulière | Saison régulière |   | Séries éliminatoires | Séries éliminatoires | Séries éliminatoires | Séries éliminatoires | Séries éliminatoires |
| Saison     | Équipe                | Ligue           | PJ  | B                | A                | Pts              | Pun              | PJ               | B | A                    | Pts                  | Pun                  |                      |                      |
| 1999-2000  | MODO hockey           | Allsvenskan Jr. | 3   | 0                | 0                | 0                | 0                | -                | - | -                    | -                    | -                    |                      |                      |
| 2000-2001  | MODO hockey           | Allsvenskan Jr. | 16  | 7                | 6                | 13               | 18               | -                | - | -                    | -                    | -                    |                      |                      |
| 2000-2001  | MODO hockey           | Superelit Jr.   | 1   | 0                | 0                | 0                | 0                | -                | - | -                    | -                    | -                    |                      |                      |
| 2001-2002  | MODO hockey           | Superelit Jr.   | 21  | 1                | 7                | 8                | 10               | 2                | 1 | 1                    | 2                    | 2                    |                      |                      |
| 2002-2003  | MODO hockey           | Superelit Jr.   | 7   | 4                | 6                | 10               | 31               | -                | - | -                    | -                    | -                    |                      |                      |
| 2002-2003  | MODO hockey           | Elitserien      | 42  | 1                | 5                | 6                | 16               | 6                | 0 | 1                    | 1                    | 4                    |                      |                      |
| 2003-2004  | MODO hockey           | Superelit Jr.20 | -   | -                | -                | -                | -                | 8                | 0 | 3                    | 3                    | 4                    |                      |                      |
| 2003-2004  | MODO hockey           | Elitserien      | 33  | 1                | 4                | 5                | 6                | 6                | 1 | 1                    | 2                    | 2                    |                      |                      |
| 2004-2005  | MODO hockey           | Elitserien      | 49  | 4                | 10               | 14               | 24               | 2                | 0 | 0                    | 0                    | 0                    |                      |                      |
| 2005-2006  | MODO hockey           | Elitserien      | 47  | 4                | 7                | 11               | 48               | 4                | 0 | 1                    | 1                    | 25                   |                      |                      |
| 2006-2007  | MODO hockey           | Elitserien      | 55  | 7                | 21               | 28               | 52               | 20               | 1 | 11                   | 12                   | 37                   |                      |                      |
| 2007-2008  | Thrashers d'Atlanta   | LNH             | 82  | 5                | 33               | 38               | 42               | -                | - | -                    | -                    | -                    |                      |                      |
| 2008-2009  | Thrashers d'Atlanta   | LNH             | 82  | 5                | 27               | 32               | 52               | -                | - | -                    | -                    | -                    |                      |                      |
| 2009-2010  | Thrashers d'Atlanta   | LNH             | 82  | 6                | 44               | 50               | 30               | -                | - | -                    | -                    | -                    |                      |                      |
| 2010-2011  | Thrashers d'Atlanta   | LNH             | 72  | 10               | 41               | 51               | 54               | -                | - | -                    | -                    | -                    |                      |                      |
| 2011-2012  | Jets de Winnipeg      | LNH             | 62  | 6                | 27               | 33               | 38               | -                | - | -                    | -                    | -                    |                      |                      |
| 2012-2013  | EC Red Bull Salzbourg | EBEL            | 5   | 1                | 0                | 1                | 4                | -                | - | -                    | -                    | -                    |                      |                      |
| 2012-2013  | Jets de Winnipeg      | LNH             | 22  | 4                | 11               | 15               | 8                | -                | - | -                    | -                    | -                    |                      |                      |
| 2013-2014  | Jets de Winnipeg      | LNH             | 82  | 10               | 20               | 30               | 56               | -                | - | -                    | -                    | -                    |                      |                      |
| 2014-2015  | Jets de Winnipeg      | LNH             | 60  | 4                | 19               | 23               | 36               | 4                | 0 | 1                    | 1                    | 0                    |                      |                      |
| 2015-2016  | Jets de Winnipeg      | LNH             | 72  | 2                | 14               | 16               | 44               | -                | - | -                    | -                    | -                    |                      |                      |
| 2016-2017  | Jets de Winnipeg      | LNH             | 60  | 1                | 13               | 14               | 42               | -                | - | -                    | -                    | -                    |                      |                      |
| 2017-2018  | Jets de Winnipeg      | LNH             | 43  | 1                | 5                | 6                | 20               | 11               | 0 | 0                    | 0                    | 2                    |                      |                      |
| 2018-2019  | MODO Hockey           | Allsvenskan     | 51  | 2                | 23               | 25               | 46               | 5                | 0 | 3                    | 3                    | 4                    |                      |                      |
| 2019-2020  | MODO Hockey           | Allsvenskan     | 43  | 0                | 12               | 12               | 28               | 2                | 0 | 0                    | 0                    | 2                    |                      |                      |
| Totaux LNH | Totaux LNH            | Totaux LNH      | 719 | 54               | 254              | 308              | 422              | 15               | 0 | 1                    | 1                    | 2                    |                      |                      |

## Carrière internationale
Il représente la Suède lors des compétitions internationales suivantes :
Championnat du monde moins de 18 ans
- 2002 - 9e place

Championnat du monde junior
- 2003 - 8e place
- 2004 - 7e place

Championnat du monde
- 2007 - 4e place

## Parenté dans le sport
- Sa sœur, Tina Enström, fut membre de l'équipe de Suède qui remporta la médaille de bronze au Championnat du monde de hockey sur glace féminin 2007.
- Il a également deux frères; Tommy évolue présentement pour l'équipe de Rogle BK de la Elitserien, alors que Thomas, le cadet de la famille, fait ses débuts au niveau professionnel en 2008, s'alignant pour le MODO Hockey.